# Кримська світлиця
«Кри́мська світли́ця» — всеукраїнська літературно-художня і публіцистична газета, що видається з 31 грудня 1992 року. Засновники газети — Всеукраїнське товариство «Просвіта» імені Тараса Шевченка та громадська організація «Кримський центр ділового та культурного співробітництва „Український дім“». Головний редактор — Андрій Щекун.

## Історія
Першим редактором газети був письменник Олександр Кулик, потім — Володимир Миткалик (з квітня 1995 — 27 жовтня 2000), Леонід Пілунський (у 2010 році), Віктор Качула (2000—2009, 2011 — травень 2016), Віктор Мержвинський (2016 — лютий 2019).
Після приходу до влади Віктора Януковича, у квітні 2010 року газета припинила вихід як друковане видання.
Під час боротьби за існування газети створено сайт «За українську „Кримську світлицю!“», де опубліковано вимоги читачів в друкованому та звуковому форматах.
На підставі рішення Київського районного суду м. Сімферополя (справа № 2-3116/10 від 9 липня 2010 р.) наказом № 35-К директора ДП «Газетно-журнальне видавництво Мінкультури України» 14 жовтня 2010 Віктора Качулу поновили на посаді головного редактора. Випуск «Кримської світлиці» відновлено 22 жовтня 2010 року, відтоді номери газети подаються на офіційному сайті у PDF-форматі. Із липня 2011 року газета знову почала друкуватися у звичному читачам форматі.
З листопада 2011 року «Кримську світлицю» можна знову передплатити на пошті за індексом газети в каталозі передплатних видань України «90269».
Через окупацію Кримського півострова Національне газетно-журнальне видавництво припинило випуск газети у друкованому вигляді у травні 2015 року. Відтоді видання існувало тільки в електронному вигляді. У публікації «Фронт усередині країни» сама редакція повідомила про рішення директора Національного газетно-журнального видавництва за 14 березня 2015 перевести редакцію з Сімферополя у Київ. Деякі співробітники газети тоді зазначали, що вважають це рішення несправедливим. Двоє співробітників газети, у тому числі головний редактор, ухвалили рішення залишитися в окупованому Криму. Керівництво ДП «Національне газетно-журнальне видавництво» вирішило перевести редакцію газети «Кримська світлиця» та її співробітників до Києва у зв'язку з тимчасовою окупацією півострова й неможливістю перебування на окупованій території державних інституцій згідно з Законом України «Про забезпечення прав і свобод громадян та правовий режим на тимчасово окупованій території України». Віктор Качула не виконав наказу як посадова особа й головний редактор газети і був звільнений у 2016 з посади головного редактора.
Цього ж 2016 року відбувся конкурс на посаду головного редактора «Кримської світлиці», оголошений Національним газетно-журнальним видавництвом. Його виграв кримчанин, кандидат філологічних наук, учасник АТО Віктор Мержвинський. Відновлена редакція, повністю сформована з кримчан, що вимушені були переміститися до Києва, відновила щотижневий випуск друкованого варіанту газети в місті Києві.
Видавцем газети було ДП «Національне газетно-журнальне видавництво» у підпорядкуванні Міністерства культури України. Редакція газети «Кримська світлиця» входила до складу цього державного підприємства окремим структурним підрозділом згідно зі Статутом.
У липні 2016 перше число оновленого друковано видання «Кримської світлиці» вийшло друком у місті Києві. Наклад видання 1000 примірників щотижнево. Відновлено також було на 2017 рік передплату, зберігши передплатний індекс видання «90269».

## Реформування 2019 року
До 31 грудня 2018 року одним із співзасновників газети було Міністерство культури України.
Згідно з Законом України «Про реформування державних і комунальних друкованих засобів масової інформації» Міністерство культури України не ухвалило рішення про реформування газети «Кримська світлиця».
У зв'язку з цим усі друковані видання Національного газетно-журнального видавництва, серед них і газета «Кримська світлиця», втратили Свідоцтво про державну реєстрацію друкованого ЗМІ. Редакція газети «Кримська свтлиця» ухвалила рішення про реформування. Згідно з протокольними рішеннями трудового колективу редакції засновниками газети стали Всеукраїнське товариство «Просвіта» імені Тараса Шевченка та громадська організація «Кримський центр ділового та культурного співробітництва „Український дім“», а новим видавцем ТОВ «Видавничий дім „Українська культура“». 03 січня 2019 року засновники газети «Кримська світлиця» подали відповідні документи на реєстрацію до Міністерства юстиції України.
6 лютого 2019 року газета «Кримська світлиця» отримала нове свідоцтво про державну реєстрацію КВ № 23715-13555Р. Засновниками газети стали Всеукраїнське товариство «Просвіта» імені Тараса Шевченка та громадська організація «Кримський центр ділового та культурного співробітництва „Український дім“».
Після отримання нового свідоцтва редакцію очолив відомий громадський діяч, видавець і журналіст Андрій Щекун.
24 квітня 2019 року Національна спілка журналістів України за перешкоджання реформуванню видань «Українська культура», «Музика», «Культура і життя» та «Кримська світлиця» включила Міністра культури України Євгена Нищука до антирейтингу «Ворогів реформування преси».

## Газета «Кримська світлиця»: сучасний розвиток
З квітня 2017 року у вихідних даних друкованої версії газети «Кримська світлиця» зазначено ліцензування CC BY. Таким чином «Кримська світлиця» стала одним із перших в Україні друкованих засобів масової інформації, що видаються під ліцензією Creative Commons. На Вікісховище було завантажено pdf-архів газети, що постійно оновлюється.
За статтю «Ханська Україна», надруковану в газеті «Кримська світлиця», 2018 року лауреатом Премії імені В'ячеслава Чорновола за кращу публіцистичну роботу в галузі журналістики став письменник-публіцист, член НСЖУ Євген Букет.
У червні 2020 року газета «Кримська світлиця» виступила співзасновником інтернет-проєкту «Крим — це Україна» — онлайн-банку архівних, музейних, науково-публіцистичних, просвітницьких та інформаційно-аналітичних матеріалів на підтвердження тісного зв'язку Криму з материковою Україною.
З березня 2020 року редакція газети «Кримська світлиця» спільно з редакцією газети «Урядовий кур'єр» видає сторінку «Кримські реалії» на шпальтах газети «Урядовий кур'єр».